# Происшествие с Ту-124 над Куйбышевской областью
Происшествие с Ту-124 над Куйбышевской областью — авиационная катастрофа, произошедшая 9 июля 1973 года над Куйбышевской областью. Авиалайнер Ту-124В предприятия «Аэрофлот», выполнял внутренний рейс SU-5385 по маршруту Куйбышев — Симферополь, но при наборе высоты его правый двигатель взорвался, пробив фюзеляж и вызвав разгерметизацию. Экипажу удалось посадить самолёт в Куйбышевском аэропорту Курумоч. Погибли 2 человека из 61 — 54 пассажиров и 7 членов экипажа, ещё 4 получили ранения.

## Самолёт
Ту-124В с бортовым номером СССР-45062 (заводской — 4351407, серийный — 14-07) был выпущен Харьковским авиазаводом в 1964 году, а 20 мая передан Приволжскому управлению гражданского воздушного флота, которое направило его в Куйбышевский объединённый авиаотряд (по другим данным — в Уфимский авиаотряд). На 9 июля 1973 года борт 45062 имел 12 831 час налёта и 10 807 посадок.

## Экипаж
Ту-124 пилотировал экипаж из 173-го авиаотряда, состоящий из:
- Командир воздушного судна (КВС) — Василий Беляев
- Второй пилот — Геннадий Кострюков
- Штурман — Владимир Добрынин
- Бортинженер — Владимир Мочалов

В салоне самолёта работали 2 стюардессы
- Елизарова
- Беляева

Также рейс сопровождал милиционер Шишкин.

## Хронология событий
В 19:42 по местному времени рейс 5385 вылетел из куйбышевского аэропорта Курумоч, его выполнял Ту-124В борт СССР-45062, который должен был выполнить рейс из Куйбышева в Симферополь. Вскоре лайнер начал набор высоты. В 19:53 самолёт находился на высоте 6600 метров близ села Шигоны Куйбышевской области и ориентировочно в 97—100 километрах от аэропорта вылета, когда неожиданно разрушилась турбина правого реактивного двигателя. Её обломки пробили обшивки двигателя и фюзеляжа, и проникли в салон в районе 12-го ряда, где поразили нескольких пассажиров. Экипаж тут же отключил двигатель и активировал его систему пожаротушения, а также перевёл самолёт на крутое снижение.
Возникшая разгерметизация и гибель людей привели к возникновению паники среди пассажиров, которые побежали в переднюю часть салона, тем самым переместив центр тяжести самолёта вперёд и значительно усложнив пилотирование судна. Стюардессам и сопровождающему милиционеру с трудом удалось рассадить пассажиров обратно по местам, после чего в 20:05 Ту-124 произвёл посадку в аэропорту Курумоч с магнитным курсом посадки 52°.

## Последствия
В правом двигателе была полностью разрушена турбина, а её обломки серьёзно повредили фюзеляж в районе 37—38 шпангоутов, а также закрылки и элероны правого полукрыла. В салоне самолёта вследствие поражения обломками погибли 2 и были ранены 4 пассажира.
Сам борт 45062 был восстановлен и продолжал эксплуатироваться в Приволжском УГА. Отставлен от полётов 18 июля 1980 года и впоследствии был разрезан на металлолом.

## Причина
Причиной разрушения турбины двигателя был назван дефект при производстве.